# Child’s Play (Stiftung)
Die Stiftung Child’s Play ist eine im Jahr 2003 gegründete internationale Wohlfahrtsorganisation. Ihr Ziel ist es, Spielzeuge, Videospiele und Bücher an Kinder in mehr als 70 Krankenhäusern auf der ganzen Welt zu liefern.

## Geschichte
Die Autoren des Webcomics Penny Arcade, Mike Krahulik und Jerry Holkins, gründeten 2003 die Organisation, um kranken Kindern ohne Zugang zu ihren Spielzeugen eine Freude zu machen.
In den zehn Jahren seit der Gründung wurden nach eigenen Angaben insgesamt mehr als 25 Millionen US-Dollar gesammelt. Am 1. Januar 2014 teilte die Stiftung mit, dass im Jahr 2013 7,6 Millionen US-Dollar an Spenden gesammelt wurden. Damit sei das Jahr 2013 das bisher erfolgreichste Jahr der Stiftung gewesen.

## Unterstützer
Die Stiftung wird von einigen Persönlichkeiten und Organisationen unterstützt. Dazu gehören:
- Das Humble Bundle[4][5]
- Hi-Rez Studios, ein Spieleentwickler
- Far Lands or Bust, eine Videoreihe des YouTubers und Mindcrack-Mitgliedes KurtJMac[6]